# Seurre
Seurre je naselje in občina v francoskem departmaju Côte-d'Or regije Burgundije. Leta 1999 je naselje imelo 2.666 prebivalcev.

## Geografija
Kraj leži v pokrajini Burgundiji na stičišču dveh krakov reke Saone, 40 km južno od središča Dijona.

## Uprava
Seurre je sedež istoimenskega kantona, v katerega so poleg njegove vključene še občine Auvillars-sur-Saône, Bagnot, Bonnencontre, Bousselange, Broin, Chamblanc, Chivres, Corberon, Corgengoux, Glanon, Grosbois-lès-Tichey, Jallanges, Labergement-lès-Seurre, Labruyère, Lanthes, Lechâtelet, Montmain, Pagny-la-Ville, Pagny-le-Château, Pouilly-sur-Saône, Tichey in Trugny z 8.609 prebivalci.
Kanton Seurre je sestavni del okrožja Beaune.

## Zanimivosti
- cerkev sv. Martina iz 14. stoletja;

## Pobratena mesta
- Beauraing, (Valonija, Belgija),
- Bodenheim (Porenje - Pfalška, Nemčija).